# Интервидение-2025
Междунаро́дный музыка́льный ко́нкурс «Интерви́дение-2025» — конкурс песни, который планируется провести в Москве 20 сентября 2025 года в соответствии с Указом Президента РФ от 3 февраля 2025 года № 57 «О проведении Международного музыкального конкурса „Интервидение-2025“ в Москве». Главный приз составляет 300 000 €. Победителя конкурса песни выберут члены международного жюри.

## История
По ряду причин проведение очередного песенного фестиваля «Пять звёзд. Интервидение», проведённого в 2008 году, неоднократно откладывалось. В 2023 году премьер-министр России Михаил Мишустин заявил о планах проведения конкурса «Интервидение-2025» в Москве, однако 21 марта 2024 года правительство России изменило место проведения в Москве.
По информации специального представителя президента России по международному культурному сотрудничеству Михаила Швыдкого, в Москве предполагается провести конкурс «Интервидение-2025», участие в нём примет около 20 стран. Так, 3 февраля 2025 года президент России Владимир Путин утвердил проведение «Интервидение-2025» в Москве. Организационно-техническим обеспечением займётся МИД России. Правила отбора на конкурс «Интервидение-2025» установлены Фондом сохранения и поддержки культурного наследия и развития национальной и мировой культуры «Традиции искусства». Правила конкурса «Интервидение-2025», а также логотип конкурса «Интервидение-2025» представила БТРК.
Каждую страну будет представлять лидер национального хит-парада «Интервидение-2025».
Приём заявок для участия в конкурсе «Интервидение-2025» в белорусском отборе проводился с 17 октября 2024 по 31 марта 2025 года.
25 февраля 2025 года утверждён состав Оргкомитета конкурса «Интервидение-2025».
С 12 по 24 марта 2025 года проводился конкурс «Интервидение-2025» для участия в международном конкурсе «Интервидение-2025» от имени Кыргызстана. Правительство России выделит 750 млн рублей для фонда «Традиции искусства» на подготовку и проведение международного музыкального конкурса «Интервидение-2025».
Российского представителя «Интервидение-2025» уполномочен выбрать Фонд сохранения и поддержки культурного наследия и развития национальной и мировой культуры «Традиции искусства», который также объявлен организатором конкурса «Интервидение-2025». Распоряжение об этом подписал председатель правительства РФ Михаил Мишустин.
Главный приз конкурса «Интервидение-2025» — 300 000 €.
17 мая 2025 года был запущен официальный сайт «Интервидение-2025»: http://intervision.world.
12 июня 2025 года, в День России, на Манежной площади в Москве прошёл торжественный концерт «100 дней до Международного музыкального конкурса „Интервидение-2025“», ведущими которого были Яна Чурикова и Андрей Разыграев. На мероприятии был торжественно запущен обратный отсчёт, названы 20 стран-участниц, а также был впервые представлен первый официальный Посол Международного музыкального конкурса «Интервидение-2025». Им стал заслуженный артист России Дима Билан.
19 июля 2025 года был представлен ещё один официальный Посол Международного музыкального конкурса «Интервидение-2025». Им стала певица Клава Кока.
20 июля 2025 года на фестивале «VK Fest» состоялся лекторий. В формате живой пресс-конференции выступили Shaman, Клава Кока, Игорь Матвиенко, Эльвин Фомин, Андрей Разыграев, а модератором встречи стала Яна Чурикова. Во время мероприятия был представлен клип SHAMAN’а — «Прямо по сердцу», а также обсуждены перспективы участия России в новом Интервидении.
3 августа 2025 года был представлен новый Посол Международного музыкального конкурса «Интервидение-2025» — группа Ay Yola.

## Послы
- Дима Билан
- Клава Кока
- Ay Yola

## Члены жюри
| Страна            | Член жюри               |
| ----------------- | ----------------------- |
| Беларусь          | Скоро определится       |
| Венесуэла         | Скоро определится       |
| Вьетнам           | Нгуен Чонг Дай          |
| Египет            | Скоро определится       |
| Индия             | Скоро определится       |
| Казахстан         | Жан Муканов             |
| Катар             | Халид Аль-Салем         |
| Кения             | Скоро определится       |
| Китай             | У Бися                  |
| Колумбия          | Скоро определится       |
| Куба              | Адриана Пасос Такоронте |
| Кыргызстан        | Рыскельды Осмонкулов    |
| Мадагаскар        | Мами Гоцо               |
| Россия            | Игорь Матвиенко         |
| Саудовская Аравия | Ахмед Карканави         |
| Сербия            | Мирко Раденович         |
| США               | Скоро определится       |
| Таджикистан       | Амирбек Мусоев          |
| Узбекистан        | Скоро определится       |
| Эфиопия           | Скоро определится       |
| ЮАР               | Скоро определится       |

## Участники
Согласно информации организаторов, к участию планируется привлечь страны из числа входящих в БРИКС, ШОС и СНГ, а также относящихся к Ближнего зарубежья, Латинской Америке и Центральной Азии. По данным организаторов, на август 2025 года, участие в конкурсе подтвердили 21 страна. В таблице указаны страны, подтвердившие участие в фестивале:
| Страна            | Исполнитель                    | Песня                 | Перевод                | Язык              |
| ----------------- | ------------------------------ | --------------------- | ---------------------- | ----------------- |
| Беларусь          | Настя Кравченко                | «Мотылёк»             | «Мотылёк»              | Русский           |
| Венесуэла         | Омар Аседо                     | «La Fiesta de la Paz» | «Фестиваль мира»       | Испанский         |
| Вьетнам           | Дык Фук                        |                       |                        |                   |
| Египет            | Мустафа Саад                   |                       |                        |                   |
| Индия             | Скоро определится              | Скоро определится     | Скоро определится      | Скоро определится |
| Казахстан         | Әмре                           |                       | «Свет степи»           | Казахский         |
| Катар             | Дана Аль-Мир                   |                       |                        |                   |
| Кения             | Скоро определится              | Скоро определится     | Скоро определится      | Скоро определится |
| Китай             | Ван Си                         |                       |                        |                   |
| Колумбия          | Нидия Гонгора                  | «En los Manglares»    | «В мангровых зарослях» | Испанский         |
| Куба              | Cулема Иглесиас Саласар        | «Guaguancó»           | «Гуагуанко»            | Испанский         |
| Кыргызстан        | NOMAD                          | «Жалгыз сага»         | «Только тебе»          | Киргизский        |
| Мадагаскар        | Denise и D-Lain                | «Tiako Hanjeky»       |                        | Малагасийский     |
| Россия            | Shaman                         | «Прямо по сердцу»     | «Прямо по сердцу»      | Русский           |
| Саудовская Аравия | Зейна Имад                     |                       |                        |                   |
| Сербия            | Слободан Тркуля & Балканополис |                       |                        |                   |
| США               | Скоро определится              | Скоро определится     | Скоро определится      | Скоро определится |
| Таджикистан       | Фаррух Хасанов                 |                       |                        |                   |
| Узбекистан        | Шохрух Мирзо Ганиев            |                       |                        |                   |
| Эфиопия           | Скоро определится              | Скоро определится     | Скоро определится      | Скоро определится |
| ЮАР               | Скоро определится              | Скоро определится     | Скоро определится      | Скоро определится |

## Страны, не подтвердившие или заинтересованные в участии
- Армения
- Боливия
- Бразилия
- Венгрия
- Иран
- Мексика
- Пакистан
- КНДР
- Словакия
- Таиланд
- Туркменистан
- Турция

## Отказ
- Азербайджан — слухи об отказе участия страны в Международном конкурсе «Интервидении 2025», начались ещё 30 июня 2025 года[47]. С 4 августа в Москве на Красной площади, на анимации есть все флаги стран-участниц конкурса, кроме Азербайджана. Также флага Азербайджана нет и в официальных emoji «Интервидения» в Telegram[48]. 20 августа 2025 года Азербайджан официально отказался от участия в конкурсе[49][26]
- ОАЭ — 20 августа 2025 года стало известно что ОАЭ отказались от участия в конкурсе[49][26].

## Возможное участие
- Венгрия — Венгерско-американский музыкант и автор песен, бывший представитель Венгрии на «Евровидении 2014» Андраш Каллаи-Сондерс, выразил желание представить страну на «Интервидении 2025». Певец в июне 2025 выступил в России и записал видеоролик для Яны Чуриковой. Однако страна пока что официально не подтвердила своё участие на «Интервидении 2025».
- КНДР[50] — Представителей КНДР пригласили на конкурс, об этом сообщили организаторы международного музыкального конкурса[51]. Однако, сами представители пока что не отреагировали на приглашение[52].

## Скандалы и инциденты

### Отказ участников из Колумбии
14 июня 2025 года официальные аккаунты конкурса сообщили, что Колумбию будет представлять дуэт Las Añez, однако через несколько часов, группа сообщила в своем Instagram-аккаунте о том, что данная информация не соответствует действительности:
Мы поясняем, что объявление о нашем участии в мероприятии в России является недоразумением, поскольку мы получили приглашение, но это был всего лишь разговор без каких-либо подробностей и подтверждений.
Впоследствии Министерство культуры Колумбии принесло извинение организаторам и заявило, что новый участник будет объявлен в ближайшее время.

### Слухи об отказе участия Азербайджана
30 июня в сети появились слухи, что Азербайджан отказывается от участия в «Интервидении 2025». Информация пока что не подтверждена официально. Организаторы повторно опубликовали список стран-участниц, в котором Азербайджан всё ещё присутствует.
8 июля организаторы «Интервидения 2025» прокомментировали слухи о возможном отказе Азербайджана от участия.
«У нас официального отказа Азербайджана от участия нет. Пока тишина. Никто ничего не сообщал. Если появится такая информация, мы её сразу же опубликуем», — директор департамента маркетинга и коммуникаций «Интервидения» Анастасия Григорьева.
Ранее министерство культуры Азербайджана отменило все российские концерты, выставки и фестивали на территории страны, а также выступления российских артистов на местных мероприятиях.

## Трансляция
| Страна            | Вещатель(-и)         | Канал(-ы)              | Шоу     | Комментатор(-ы) | Ист. |
| ----------------- | -------------------- | ---------------------- | ------- | --------------- | ---- |
| Беларусь          | БТРК                 | Беларусь 1             | Все шоу |                 |      |
| Венесуэла         |                      |                        |         |                 |      |
| Вьетнам           |                      |                        |         |                 |      |
| Египет            |                      |                        |         |                 |      |
| Индия             |                      |                        |         |                 |      |
| Казахстан         |                      | Первый канал «Евразия» | Все шоу |                 |      |
| Катар             |                      |                        |         |                 |      |
| Кения             |                      |                        |         |                 |      |
| Китай             |                      |                        |         |                 |      |
| Колумбия          |                      |                        |         |                 |      |
| Куба              |                      |                        |         |                 |      |
| Кыргызстан        |                      |                        |         |                 |      |
| Мадагаскар        | Real TV Madagasikara | Real TV Madagasikara   | Все шоу |                 |      |
| Россия            | Первый канал         | Первый канал           | Все шоу |                 |      |
| Саудовская Аравия |                      |                        |         |                 |      |
| Сербия            | RTS                  | RTS                    | Все шоу |                 |      |
| США               |                      |                        |         |                 |      |
| Таджикистан       |                      |                        |         |                 |      |
| Узбекистан        |                      |                        |         |                 |      |
| Эфиопия           |                      |                        |         |                 |      |
| ЮАР               |                      |                        |         |                 |      |